# Fiskars
A Fiskars cégcsoport (Fiskars Oyj Abp) a fogyasztási cikkek területén tevékenykedő finn vállalat, amelyet 1649-ben alapítottak Fiskars faluban, ami ma Raseborghoz tartozik. A Fiskars cégcsoport székhelye Helsinkiben az Arabianranta negyedben található.
A Fiskars a narancssárga nyelű ollóiról ismert, amelyek 1967-ben jelentek meg a piacon. A cégcsoportnak két stratégiai üzletága van: SBU Living és SBU Functional.

## Története

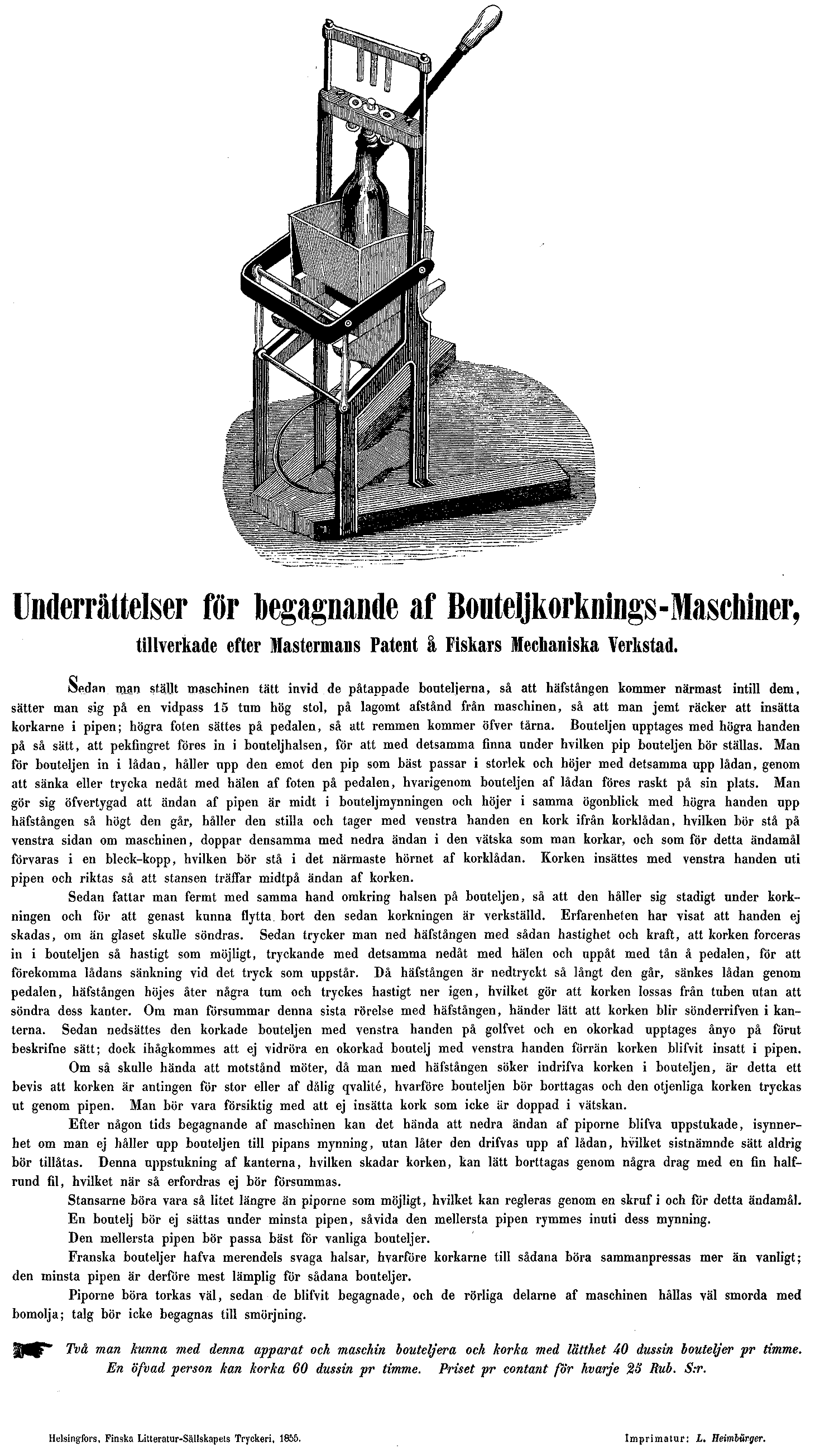
A Fiskars szórólapja 1855-ből

A Fiskars céget 1649-ben alapította Peter Thorwöste holland kereskedő, aki engedélyt kapott Krisztina svéd királynőtől egy olvasztókemence létrehozására és öntöttvas és kovácsoltvas termékek gyártására (kivéve az ágyúkat) a kis Fiskars faluban. Ez a legrégebbi magántulajdonú cég Finnországban. Az olvasztó nyersvasat állított elő, amiből kovácsoltvasat készítettek. A kezdeti években a Fiskars szeget, drótot, kapát és fémmel megerősített kerekeket gyártott a kovácsoltvasból.
A 18. század végén a közeli Orijärviban rezet találtak, így a gyártás súlypontja áthelyeződött az Orijärvi bányából származó réz feldolgozására. Közel nyolcvan éven át a fő üzletet a réz jelentette, de a 19. századra az Orijärvi rézbánya gyakorlatilag kimerült.
1822-ben a turkui Johan Jacob Julin patikus megvásárolta a Fiskars vasművet és a falut. A cég ismét a vasgyártásra állt át. 1832-ben a Fiskars Finnország első evőeszközgyára lett; termékei között kések, villák és ollók voltak.
1915-ben a Fiskarst bevezették a Helsinki Tőzsdére.
A Fiskars legismertebb terméke valószínűleg az olló, a jellegzetes narancssárga nyelével. Az első darabokat 1967-ben gyártották, akkor még fekete, vörös, zöld és narancssárga színekben. Végül a narancsságra szín maradt az állandó. Ugyanaz a narancssárga szín (Fiskars Orange) védjegyként van lajstromozva Finnországban 2003 óta, és az Amerikai Egyesült Államokban 2007 óta. 1977-ben a Fiskars ollógyárat alapított az Egyesült Államokban, hogy a nemzetközi kereskedelem és a további terjeszkedés alapja legyen.
2007-ben a Fiskars megvásárolta az Iittala és Leborgne cégeket, megerősítve ezzel pozíciójukat a konyhafelszerelések, evőeszközök és kerti eszközök piacán. A Royal Copenhagen megvásárlása 2013-ban kézzel festett porcelánnal kiegészítette a Fiskars termékválasztékát, és megerősítette a cég helyzetét az északi országokban illetve Ázsiában. 2015-ben a Fiskars megvásárolta a WWRD cégcsoportot és annak luxusmárkáit,:(Waterford, Wedgwood, Royal Doulton, Royal Albert és Rogaška).

## Jelene
A Fiskars Corporation két stratégiai üzletágból áll: SBU Living és SBU Functional. (A Fiskars beszámolóiban "egyéb" néven szereplő harmadik szegmens a csoport befektetéseit, ingatlannal foglalkozó egységét, a székhelyet és a központi szolgáltatásokat takarja.)
Az SBU Functional a házban és a kertben használatos eszközökkel foglalkozik, olyan a Fiskars, Gerber, Gilmour és Leborgne márkanevek alatt. Az SBU Living termékpalettáján terítékek, ajándéktárgyak, belső dekorációk találhatók az Iittala, Wedgwood, Waterford, Royal Copenhagen, Arabia, Rörstrand, Royal Doulton és Royal Albert márkanevek alatt.
A Fiskars termékei a világ több mint száz országában kaphatóak. A cégnek a WWRD megvásárlása után mintegy 8600 alkalmazottja volt több mint 30 országban.
A Fiskars székhelye a Fiskars Campuson van Helsinki Arabianranta  negyedében.

## Márkanevei

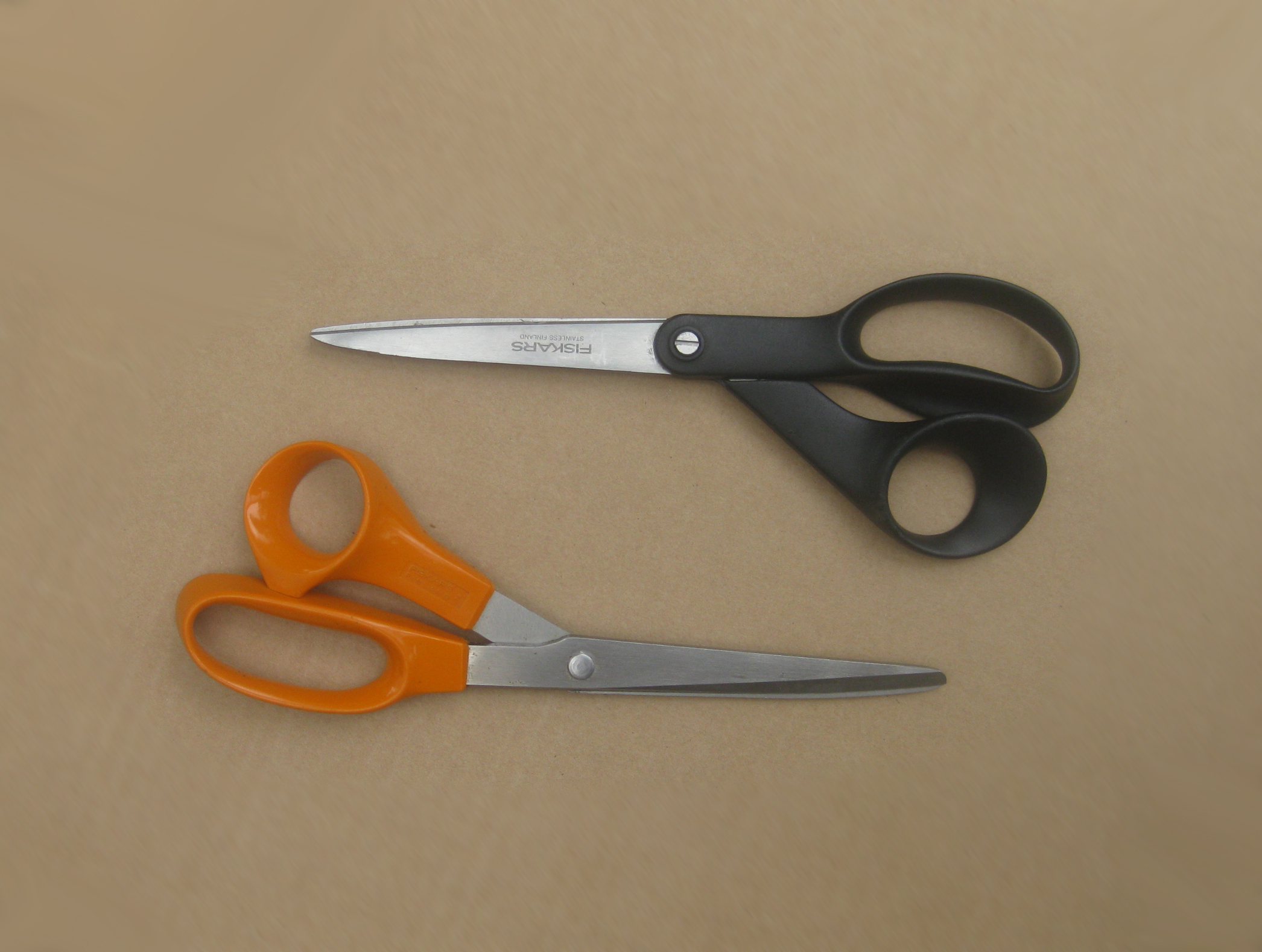
A Fiskars legismertebb terméke, a narancssárga nyelű olló

A cégcsoport nemzetközi jelentőségű márkanevei:
- Fiskars (ollók, kerti eszközök, konyhai kések)
- Iittala (üvegáru kerámia és belső dekoráció)
- Gerber (kések és többfunkciós eszközök)
- Royal Copenhagen (Dánia)
- Waterford
- Wedgwood

## Pénzügyek
2015-ben a Fiskars árbevétele 1105 millió euró, korrigált üzemi eredménye 65,1 millió euró, az üzemi tevékenységekből befolyó pénzáram (cash-flow) pedig 47,6 millió euró volt.
2016-ban a Fiskars árbevétele 1204 millió euró, korrigált üzemi eredménye 93,8 millió euró, az üzemi tevékenységekből befolyó pénzáram (cash-flow) pedig 83,8 millió euró volt.

## Fordítás
- Ez a szócikk részben vagy egészben  a   Fiskars című angol Wikipédia-szócikk ezen változatának fordításán alapul.  Az eredeti cikk szerkesztőit annak laptörténete sorolja fel. Ez a jelzés csupán a megfogalmazás eredetét és a szerzői jogokat jelzi, nem szolgál a cikkben szereplő információk forrásmegjelöléseként.